# Liste von Bauwerken in Varnsdorf

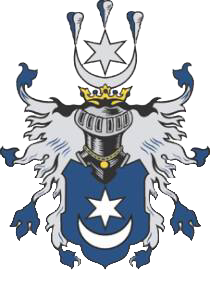
Stadtwappen von Varnsdorf

Die Liste von Bauwerken in Varnsdorf beinhaltet die bedeutendsten Bauten aus dem 19. und 20. Jahrhundert in Varnsdorf. Die aufgeführten Gebäude geben einen Überblick über die Architektur der Stadt in Ergänzung zu den denkmalgeschützten Bauten.
Im Zentrum der Stadt befinden sich die historischen Bauwerke, die unter Denkmalschutz stehen, siehe Liste der denkmalgeschützten Objekte in Varnsdorf. Viele Projekte für öffentliche Gebäude wurden vom damaligen Stadtbaudirektor  Anton Möller (1864–1927) erarbeitet.

## Liste von Bauwerken in Varnsdorf-Warnsdorf
Die bedeutendsten moderneren Bauwerke sind in dieser Liste zusammengestellt. Gebäude, die unter Denkmalschutz stehen, sind mit der ÚSKP-Nr. der Zentralen Liste der Kulturdenkmale der Tschechischen Republik (Ústřední seznam kulturních památek České republiky) gekennzeichnet.
| Lage                                             | Objekt                                                         | Architekt                              | Baujahr   | Beschreibung | ÚSKP-Nr.                  | Bild                                                    |
| ------------------------------------------------ | -------------------------------------------------------------- | -------------------------------------- | --------- | --- | ------------------------- | ------------------------------------------------------- |
| Nám. E. Beneše 470 (ehem. Markt) (Standort)      | Rathaus I (Městský úřad I)                                     | Franz Rott                             | 1889–1890 | |                           | weitere Bilder                                          |
| T. G. Masaryka 1838 (ehem. Kaiserweg) (Standort) | Ehem. Bezirksgericht                                           |                                        | 1905–1908 | jetzt Rathaus II (Městský úřad II) |                           | Ehem. Bezirksgericht                                    |
| Nám. E. Beneše (Standort)                        | Dekanatskirche St. Peter und Paul                              | Johann Wenzel Kosch                    | 1765–1777 | Barockbau | 18203/5-4022 Info Katalog | weitere Bilder                                          |
| Nám. E. Beneše 471 (Standort)                    | Dekanat (Pfarrhaus)                                            |                                        | 1903      | |                           | weitere Bilder                                          |
| Nám. E. Beneše 469 (Standort)                    | Ehem. Bürger-Knabenschule „Kaiser Franz Joseph“                |                                        | 1876/77   | jetzt Grundschule |                           | Ehem. Bürger-Knabenschule „Kaiser Franz Joseph“         |
| Národní 1082 / Nám. E. Beneše 2926 (Standort)    | Turnhalle (Sokolovna)                                          | Gustav Stolle                          | 1874/75   | Neorenaissance-Gebäude, jetzt Sokol-Haus |                           | weitere Bilder                                          |
| Kmochova 586 (Standort)                          | Villa Josef Joachim Goldberg                                   |                                        | 1904      | |                           | weitere Bilder                                          |
| Národní 3075 / Otáhalova 3076 (Standort)         | Ehem. Villa und Textilfabrik Fröhlich                          |                                        | 1810      | klassizistische Villa, erbaut 1810 von J. Fr. Anton Fröhlich | 33289/5-4038 Info Katalog | weitere Bilder                                          |
| Otáhalova 502 (Standort)                         | Villa                                                          |                                        |           | |                           | Villa                                                   |
| Národní 1617 (Standort)                          | Villa                                                          |                                        |           | jetzt Kindergarten |                           | Villa                                                   |
| Národní 1862 (Standort)                          | Geschäftshaus Anton J. Schmidt                                 | Franz Rott                             | 1902      | |                           | Geschäftshaus Anton J. Schmidt                          |
| Národní 512 (ehem. Hauptstr.) (Standort)         | Ehem. Kreditbank für Handel und Gewerbe, genannt Villa Hanisch |                                        | 1811      | errichtet für Johann Josef Hanisch im Empirestil, die Fassade wurde in der zweiten Hälfte des 19. Jahrhunderts im Stil der Neorenaissance umgestaltet, genannt Villa Hanisch (Hanischova vila), jetzt ČSOB-Bank und Musikschule | 43795/5-4040 Info Katalog | weitere Bilder                                          |
| Generála Svobody 3078 (Standort)                 | Ehem. Textilfabrik Hanisch                                     |                                        | 1811      | ein dreiflügeliges Fabrikgebäude an der Rückseite der Villa Hanisch | 43795/5-4040 Info Katalog | weitere Bilder                                          |
| Generála Svobody 3044 (Standort)                 | Kino und Konzerthaus Fridolin Pietsch                          |                                        | 1912      | errichtet von der Warnsdorfer Firma Schmidt & Röttig als erstes ständiges Kino in Österreich-Ungarn |                           | Kino und Konzerthaus Fridolin Pietsch                   |
| Poštovní 1358 / Revoluční (Standort)             | Villa                                                          |                                        |           | |                           | Villa                                                   |
| Poštovní 1852 (Standort)                         | Villa Carl Hanisch                                             | Franz Rott                             | 1908      | |                           | Villa Carl Hanisch                                      |
| T. G. Masaryka 1587 (Standort)                   | Post- und Telegrafenamt                                        | Franz Rott                             | 1896–1899 | |                           | Post- und Telegrafenamt                                 |
| Poštovní 2006 (Standort)                         | Villa                                                          |                                        |           | |                           | Villa                                                   |
| Otáhalova 1260 (Standort)                        | Ehem. Textilfachschule                                         |                                        | 1882      | jetzt Stadtbibliothek und Haus der Kinder und Jugend |                           | Ehem. Textilfachschule                                  |
| Otáhalova 1207 (Standort)                        | Villa                                                          |                                        |           | |                           | Villa                                                   |
| Poštovní 415 (Standort)                          | Ehem. Villa Johann Lindner                                     |                                        | 1834      | jetzt Stadtmuseum | Wikidata-Objekt anzeigen  | weitere Bilder                                          |
| Poštovní 2060 (Standort)                         | Ehem. Bezirkskrankenkasse                                      | Heinrich Zieger (Zittau)               | 1924–1926 | jetzt Poliklinik |                           | weitere Bilder                                          |
| T. G. Masaryka 1804 (Standort)                   | Österreichisch-Ungarische Bank (Banka Rakousko-Uherská)        |                                        | 1908      | jetzt Grundschule |                           | Österreichisch-Ungarische Bank (Banka Rakousko-Uherská) |
| T.G. Masaryka 1678 (Standort)                    | Villa                                                          |                                        |           | jetzt Hotel Atrium |                           | Villa                                                   |
| T. G. Masaryka 1784 (Standort)                   | Ehem. Villa von JUDr. Karl Hermann                             | "Möller"                               | 1905      | [ 6 ] |                           | Ehem. Villa von JUDr. Karl Hermann                      |
| T. G. Masaryka 2180 (Standort)                   | Villa Martin Eltis (Eltisova vila)                             | Hans Richter (1882–1971)               | 1927/28   | jetzt Kindergarten |                           | Villa Martin Eltis (Eltisova vila)                      |
| T. G. Masaryka 2331 (Standort)                   | Villa Rudolf und Elfriede Held (Heldova vila)                  | Otto Fleischer                         | 1933      | [ 10 ] [ 11 ] [ 2 ] |                           | Villa Rudolf und Elfriede Held (Heldova vila)           |
| T. G. Masaryka (Standort)                        | Evangelische Kirche Varnsdorf                                  | Woldemar Kandler                       | 1904/05   | genannt „Rote Friedenskirche“ | 26639/5-4043 Info Katalog | weitere Bilder                                          |
| Melantrichova 3193 (Standort)                    | Wohnhaus Franz Donath – Druckerei Ed. Strache                  | Wilhelm Czech                          | 1898      | |                           | Wohnhaus Franz Donath – Druckerei Ed. Strache           |
| Melantrichova 1272 (Standort)                    | Druckerei Ed. Strache – Verkaufsabteilung                      |                                        |           | Inhaber: Eduard Strache (1847–1912) und Robert Strache (1875–1943), jetzt Arbeitsamt |                           | Druckerei Ed. Strache – Verkaufsabteilung               |
| Kmochova 1353 (Standort)                         | Haus Robert Strache                                            | Rudolf Bitzan (1872–1938)              | 1926      | Druckereibesitzer: Robert Strache (1875–1943) |                           | Haus Robert Strache                                     |
| Mariánská 476 (Standort)                         | Schützenhaus (Střelnice)                                       |                                        |           | [ 13 ] |                           | Schützenhaus (Střelnice)                                |
| Mariánská 1100 (Standort)                        | Ehem. Marienanstalt                                            | Julius Schramm                         | 1875/76   | Waisenhaus und Schule, Umbau durch Josef Hampel (1906/07); jetzt Berufsschule |                           | Ehem. Marienanstalt                                     |
| Střelecká 1800 (Standort)                        | Ehem. K. k. Realschule – Staatliche Realschule                 | Anton Möller                           | 1905–1907 | jetzt Bischöfliches Gymnasium Varnsdorf | Wikidata-Objekt anzeigen  | Ehem. K. k. Realschule – Staatliche Realschule          |
| Seifertova 1650 (Standort)                       | Grundschule                                                    | Anton Möller                           | 1899–1900 | gehört zum Gebäudeensemble von fünf Jugendstil-Villen (Seifertova 1739, 1740, 1768, 1788 und 1799) sowie der Volksschule und des K. k. Realgymnasiums im Stil des Historismus                                                   |                           | Grundschule                                             |
| Bjarnata Krawce 1739 / Seifertova (Standort)     | Villa                                                          |                                        |           | gehört zum Gebäudeensemble von fünf Jugendstil-Villen (Seifertova 1739, 1740, 1768, 1788 und 1799) sowie der Volksschule und des K. k. Realgymnasiums im Stil des Historismus                                                   |                           | Villa                                                   |
| Seifertova 1740 (Standort)                       | Villa Anton Möller (Vila Antona Möllera)                       | Anton Möller                           | 1904      | gehört zum Gebäudeensemble von fünf Jugendstil-Villen (Seifertova 1739, 1740, 1768, 1788 und 1799) sowie der Volksschule und des K. k. Realgymnasiums im Stil des Historismus                                                   | 107265 Info Katalog       | weitere Bilder                                          |
| Seifertova 1768 (Standort)                       | Villa                                                          | Anton Möller                           |           | gehört zum Gebäudeensemble von fünf Jugendstil-Villen (Seifertova 1739, 1740, 1768, 1788 und 1799) sowie der Volksschule und des K. k. Realgymnasiums im Stil des Historismus                                                   |                           | Villa                                                   |
| Seifertova 1788 (Standort)                       | Villa                                                          |                                        |           | gehört zum Gebäudeensemble von fünf Jugendstil-Villen (Seifertova 1739, 1740, 1768, 1788 und 1799) sowie der Volksschule und des K. k. Realgymnasiums im Stil des Historismus                                                   |                           | Villa                                                   |
| Seifertova 1799 (Standort)                       | Villa                                                          | Anton Möller                           | 1906      | gehört zum Gebäudeensemble von fünf Jugendstil-Villen (Seifertova 1739, 1740, 1768, 1788 und 1799) sowie der Volksschule und des K. k. Realgymnasiums im Stil des Historismus                                                   |                           | Villa                                                   |
| Karlínská 2170 (Standort)                        | Villa                                                          |                                        |           | |                           | Villa                                                   |
| Boženy Němcové 1146 (Standort)                   | Alter Bahnhof                                                  |                                        |           | |                           | weitere Bilder                                          |
| Karlínská 1839 (Standort)                        | Villa Gebrüder Richter                                         |                                        |           | |                           | Villa Gebrüder Richter                                  |
| Legií 1954 (ehem. Rathausstr.) (Standort)        | Wohn- und Geschäftshaus                                        |                                        | 1913      | |                           | weitere Bilder                                          |
| Otavská 463 (Standort)                           | Wohnhaus                                                       |                                        | 1903      | |                           | Wohnhaus                                                |
| Poštovní 1220 (Standort)                         | Villa Dr. Schmidt                                              |                                        |           | |                           | Villa Dr. Schmidt                                       |
| Poštovní 420 (Standort)                          | Ehem. Textilmanufaktur                                         |                                        | 1812      | Empire-Gebäude, urspr. mit vier Wirtschaftsgebäuden, errichtet 1812 vom Kaufmann Josef Stille, von 1842 bis 1870 Hauptzollamt, von 1871 bis 1905 Landgericht, jetzt Casino                                                      | 45936/5-4037 Info Katalog | Ehem. Textilmanufaktur                                  |
| Legií 1255 (Standort)                            | Villa                                                          |                                        |           | |                           | Villa                                                   |
| Legií 2165 (Standort)                            | Doppelwohnhaus                                                 | Otto Fleischer (1875–?)                | 1936      | [ 15 ] |                           | Doppelwohnhaus                                          |
| Poštovní 1408 (Standort)                         | Villa                                                          | Wilhelm Czech                          | 1889      | |                           | Villa                                                   |
| Poštovní 1428 (Standort)                         | Villa Liebisch                                                 | Edmund Trossin († 1905)                | 1902      | Villa Paul Liebisch, jetzt Kindergarten |                           | Villa Liebisch                                          |
| Východní 1602 (Standort)                         | Grundschule                                                    | Anton Möller                           | 1897–1899 | | Wikidata-Objekt anzeigen  | Grundschule                                             |
| Pohraniční stráže 1586 (Standort)                | Villa                                                          |                                        |           | |                           | Villa                                                   |
| Nemocniční 3321 (Standort)                       | Ehem. Hospital St. Josef (Altes Krankenhaus)                   |                                        | 1855/56   | |                           | Ehem. Hospital St. Josef (Altes Krankenhaus)            |
| Nemocniční 3307 (Standort)                       | Augenklinik des Stadtkrankenhauses                             | Anton Möller und Johann Eduard Mildner | 1905      | [ 17 ] |                           | Augenklinik des Stadtkrankenhauses                      |
| Havlíčkova 1600 (Standort)                       | Neues Krankenhaus                                              | Anton Möller (1864–1927)               | 1898      | | 107214 Info Katalog       | Neues Krankenhaus                                       |
| Hrádek 1726 (Standort)                           | Burgbergwarte                                                  | Anton Möller                           | 1903/04   | Aussichtsturm mit Ausflugs-Restaurant auf dem Burgsberg (433 m, Hrádek) | 51203/5-5913 Info Katalog | weitere Bilder                                          |
| Bratislavská 2166 (Standort)                     | Strumpffabrik Julius Kunert                                    | Rudolf Dinnebier (1902–1973)           | 1929      | Fabrikant Julius Kunert (1871–1950), jetzt Jugendhaus |                           | Strumpffabrik Julius Kunert                             |
| Východní 1733 / Pletařská (Standort)             | Strumpffabrik J. Kunert & Söhne – Produktionshallen            | Rudolf Dinnebier                       | 1929–1934 | damals größte Strumpffabrik der Welt, jetzt Firma „Elite“ |                           | Strumpffabrik J. Kunert & Söhne – Produktionshallen     |
| Bratislavská 987 (Standort)                      | Villa                                                          |                                        | 1879      | |                           | Villa                                                   |
| Bratislavská 1545 (Standort)                     | Villa Heinrich Stolle                                          |                                        | 1895      | [ 23 ] |                           | Villa Heinrich Stolle                                   |
| Bratislavská 994 (Standort)                      | Grundschule und Bürgerschule                                   |                                        | 1876      | |                           | Grundschule und Bürgerschule                            |
| Žitavská 2055 (Standort)                         | Ehem. Villa Arno Plauert (Plauertova vila)                     | Hans Richter                           | 1925      | Villa Arno Plauert (1876–1937), ehem. Besitzer der Maschinenfabrik Plauert, Žitavská 913 |                           | Ehem. Villa Arno Plauert (Plauertova vila)              |
| Nymburská 1321 (Standort)                        | Baumwollspinnerei und Weberei Brüder Perutz                    | Carl Arnold Séquin-Bronner (1845–1899) | 1894/95   | ehem. Baumwollspinnerei mit 25.000 Spindeln der Brüder Friedrich Perutz (1868–1918) und Richard Perutz (1869–1948) aus Prag, 1939 arisiert                                                                                      |                           | Baumwollspinnerei und Weberei Brüder Perutz             |
| Palackého 1520 (Standort)                        | Villa                                                          |                                        |           | |                           | Villa                                                   |
| Palackého 1391 (Standort)                        | Villa                                                          |                                        |           | |                           | Villa                                                   |
| Palackého 2760 (Standort)                        | Verwaltungsgebäude VELVETA                                     |                                        |           | |                           | Verwaltungsgebäude VELVETA                              |
| Nádražní 884 (Standort)                          | Neuer Bahnhof                                                  |                                        | 1869–1871 | seit 2020 teilweise abgerissen |                           | weitere Bilder                                          |
| Partyzánů 1442 (Standort)                        | Stadttheater (Městské divadlo)                                 |                                        |           | urspr. Vereinshaus, Umbau 1956 zum Theater als sogenanntes Arbeiterhaus (Dělnický dům) |                           | Stadttheater (Městské divadlo)                          |
| Tyršova 1728 (Standort)                          | Villa Mildner (Mildnerova vila)                                | Johann Eduard Mildner                  | 1903      | [ 26 ] |                           | Villa Mildner (Mildnerova vila)                         |
| Tyršova 1634 (Standort)                          | Villa                                                          |                                        |           | |                           | Villa                                                   |
| Tyršova 1756 (Standort)                          | Villa                                                          |                                        |           | | Wikidata-Objekt anzeigen  | Villa                                                   |
| Tyršova (ehem. Döllinger Str.) (Standort)        | Altkatholische Kirche der Verklärung Christi – Konkathedrale   | Gustav Stolle                          | 1872–1874 | Kirche und Pfarrhaus (1880) | 16073/5-4041 Info Katalog | weitere Bilder                                          |
| Jarošova 2377 (Standort)                         | Ehem. Villa Egon und Karoline Singer                           | Rudolf Dinnebier                       | 1936      | Villa im Stil der Neuen Sachlichkeit, jetzt Pension Villa Michael |                           | Ehem. Villa Egon und Karoline Singer                    |
| Husova 2618 (Standort)                           | Kino Panorama                                                  |                                        | 1967–1971 | Projektion von 70-mm-Filmen |                           | Kino Panorama                                           |
| Karlova 1746 (Standort)                          | Villa Arnold Fröhlich                                          | Anton Möller                           | 1903      | [ 28 ] |                           | Villa Arnold Fröhlich                                   |
| Kostelní (Standort)                              | Kirche des hl. Borromäus                                       | Anton Möller                           | 1903–1912 | [ 29 ] | 26839/5-4042 Info Katalog | weitere Bilder                                          |
| Kostelní 723 (Standort)                          | Villa                                                          |                                        |           | |                           | Villa                                                   |
| Karlova 1700 (Standort)                          | Grundschule                                                    | Anton Möller und Johann Eduard Mildner | 1903      | [ 30 ] [ 31 ] |                           | Grundschule                                             |
| Karlova 2145 (Standort)                          | Villa                                                          |                                        | 1920–1930 | |                           | Villa                                                   |
| Karlova 2320 (Standort)                          | Haus mit Apotheke                                              |                                        | 1933      | |                           | Haus mit Apotheke                                       |
| Karlova 702 (Standort)                           | Kulturhaus Volksgarten (Lidová zahrada)                        |                                        |           | [ 32 ] |                           | Kulturhaus Volksgarten (Lidová zahrada)                 |
| Čelákovická 1532 (Standort)                      | Weberei Julia Richter                                          | Julius Heinrich Richter (1886–1974)    | 1914      | [ 2 ] |                           | Weberei Julia Richter                                   |
| Čelakovická 2380 (Standort)                      | Villa Beer (Beerova vila)                                      |                                        |           | Webereibesitzer: Julius Beer und Emil Beer (1875–?) |                           | Villa Beer (Beerova vila)                               |
| Karlova 2280 (Standort)                          | Bezirkskrankenhaus                                             | Josef Wohlfahrt                        | 1928–1931 | |                           | Bezirkskrankenhaus                                      |
| Plzeňská 1601 (Standort)                         | Ehem. Städtischer Schlachthof                                  | Anton Möller                           | 1899      | abgerissen |                           | weitere Bilder                                          |